# 귀멸의 칼날
《귀멸의 칼날》은 일본의 만화가 고토게 코요하루의 작품이다. 슈에이샤의 《주간 소년 점프》에서 2016년 11호부터 2020년 24호까지 연재되었다. 단행본의 누적 발행 부수는 2021년 2월 시점에서 1억 5천만 부를 돌파했다.

## 줄거리

### 1기
가난하지만 가게에 숯을 팔며 평화롭게 지내던 주인공 탄지로, 어느 날 숯을 팔고 집으로 돌아가려던 길에 마을 아저씨가 밤에는 도깨비가 나온다며 자신의 집에서 자고 가라고 이야기한다. 다음 날 집으로 돌아가던 탄지로는 피 냄새를 맡고 서둘러 집으로 향한다. 집에 도착하니 가족들은 살해되어 있었다. 이후 탄지로는 유일하게 온기가 남아 있는 네즈코를 의사에게 데려가려 하지만 토미오카 기유라는 남자가 나타난다. 기유는 네즈코가 인간을 먹는 오니라고 말하고 네즈코를 죽이려고 한다. 그러나 그 와중 기유는 네즈코가 탄지로를 감싸는 모습을 보고 이들은 무언가 다르다고 느껴 탄지로에게 우로코다키 사콘지라는 남자를 찾아가라 하고 사라진다. 탄지로는 우로코다키에게 물의 호흡을 배우고 최종선별에 통과해 귀살대원이 되어 젠이츠와 이노스케를 만나 동료가 되고 네즈코를 인간으로 되돌리기 위해 도깨비와 싸운다.

### 무한열차편
탄지로와 젠이츠, 이노스케는 꺾쇠 까마귀에게 무한열차 임무를 수행중인 염주 렌고쿠 쿄쥬로와 합류하여 임무를 수행하라는 지시를 받는다. 열차를 타고 이동하던 중 도깨비가 객실 안에 나타나고 렌고쿠는 일격에 도깨비를 처치한다. 그러다 탄지로 일행들은 갑자기 잠에 빠져들게 된다. 그 원인은 하현의 1 엔무의 혈귀술이었다. 잠을 자며 탄지로는 가족들이 몰살당하기 전의 행복했던 때의 꿈을 꿨고 젠이츠는 네즈코와 함께 복숭아숲에서 뛰어노는 꿈, 이노스케는 탄지로, 젠이츠, 네즈코를 부하로 부리며 동굴을 탐험하는 꿈, 렌고쿠는 자신의 동생 센쥬로에게 검술을 가르치며 평범한 생활을 하는 꿈을 꾼다. 그렇지만 탄지로는 네즈코의 도움을 받아 꿈에서 깨어난다. 그리고 하현1 엔무의 목을 베지만 엔무는 죽지 않았으며 자신은 이 기차와 융합했다고 한다. 탄지로는 이후에 깨어난 젠이츠, 이노스케, 쿄쥬로와 함께 승객을 지키며 엔무를 쓰러트린다. 하지만 그후, 상현3 아카자가 나타난다. 렌고쿠는 온 힘을 다해 아카자와 싸우지만 끝내 사망한다.

### 귀멸의 칼날 2기: 환락의 거리편 [혈귀와의사투편]
어느 날 아오이의 비명 소리가 들려 소리가 난 곳으로 가보니 음주 우즈이 텐겐이 아오이와 나호를 납치하고 있었다. 탄지로가 발끈하여 아오이 대신 자신과 젠이츠, 이노스케가 가겠다고 하자 텐겐은 이들의 제안을 흔쾌히 승낙한다. 텐겐은 탄지로 일행에게 유곽에 잠입해 있던 자신의 아내들 3명이 주기적으로 보내던 연락이 모두 끊겼다며 여장을 해 가게에 잡입하라는 임무의 내용을 이야기한다. 탄지로 일행은 가게에 잡입해 각자 도깨비에 대한 정보를 수집한다. 잡입 중 젠이츠는 상현의 6 다키에게 납치당해 연락이 끊기게 되고 이노스케는 다키의 식량 창고에서 젠이츠와 텐겐의 부인들을 구해 준다. 한편 탄지로는 다키와 싸우는 중 텐겐이 쉽게 다키의 목을 베고 너무 약하다며 넌 상현이 아니라고 말한다. 그러자 다키는 울음을 터트리며 오빠를 부른다. 그 뒤 다키의 몸에서 규타로가 나오며 전투를 한다. 가까스로 전투는 승리하지만 거기서 텐겐의 왼쪽 팔이 절단되고 한쪽 눈을 실명하여 은퇴를 하게 된다.

### 귀멸의 칼날 4기: 합동강화 훈련
3기 도공마을편에서 반점을 발현한 셋(미츠리,무이치로,탄지로)의 반점 발현 조건을 듣고 반점을 얻기 위해 합동 강화 훈련을 시작한다. 하지만 기유는 자신은 동료 주들과 다르다며 훈련을 거부한다. 기유를 붙잡으라고 우부야시키 카가야는 탄지로에게 편지를 보낸다. 기유와 오랜 사투 끝에 먹기 대결을 하게 된다.기유를 이긴 탄지로는 훈련 복귀를 받고 훈련에 참여하러 간다. 첫번째 훈련은 우즈이의 기초 체력 훈련이였다.두번째 훈련은 무이치로의 고속 훈련이였다.세번째 훈련은 미츠리의 유연성 훈련이였다.(거의 힘으로 다리를 찢었다고 한다)네번째 훈련은 이구로의 훈련이였다.대원들 사이로 목검을 휘둘러야하는 훈련이다.다섯번째 훈련은 사네미의 지옥훈련이였다.단순한 목도를 들고 사네미한테 덤비면 되는 훈련이지만 사네미는 특히 탄지로에게 더 거칠게 대해서 조금이라도 집중을 안하게 되면 심하게 다치는 훈련이였다.심지어 휴식 시간도 주지 않았다.그러다 사네미는 겐야를 만나게 된다.겐야가 자신이 혈귀를 먹으면서까지 싸워왔다고 말하자 사네미는 겐야의 눈을 찌르려고 달려들었지만 탄지로가 옆으로 밀어준 덕분에 겐야는 무사했다.그 이후 사네미는 탄지로를 재기불능으로 만든다고 한후 탄지로는 정부로 부터 접척 금지 명령을 받아 다음 훈련인 히메지마의 훈련을 가게 되었다.교메이의 훈련은 쏟아지는 폭포수 염불을 외우며 맞고 바위를 1정 만큼 옮기면 되는 훈련이였다. 겐야가 아르켜준 반복동작으로 탄지로는 바위를 옮기는데 성공한다. 그 다음날 무잔이 귀살대 본부에 쳐들어와 카가야는 자신의 아내와 자식들까지 희생 시켜가면서 폭발을  했고 온 주들이 무잔 앞에 집합 했다. 모두가 무잔에게 일격을 날리려는 순간 무잔은 씨익 웃으며 모든 귀살대원들을 무한성으로 내보낸다.

## 등장인물

### 귀살대
- 카마도 탄지로 - CV 하나에 나츠키, 사토 시토미(少)
- 카마도 네즈코 - CV 키토 아카리
- 토미오카 기유 - CV 사쿠라이 타카히로
- 아가츠마 젠이츠 - CV 시모노 히로
- 하시비라 이노스케 - CV 마츠오카 요시츠구
- 츠유리 카나오 - CV 우에다 레이나
- 시나즈가와 겐야 - CV 오카모토 노부히코
- 렌고쿠 쿄쥬로 - CV 히노 사토시
- 우즈이 텐겐 - CV 코니시 카츠유키
- 칸로지 미츠리 - CV 하나자와 카나
- 히메지마 교메이 - CV 스기타 토모카즈
- 토키토 무이치로 - CV 카와니시 켄고
- 이구로 오바나이 - CV 스즈무라 켄이치
- 토미오카 기유 - CV 사쿠라이 타카히로
- 쿄쵸우 시노부 - CV 하야미 사오리
- 시나즈가와 사네미 - CV 세키 토모카즈
- 칸자키 아오이 - CV 에하라 유리
- 우부야시키 카가야 - CV 모리카와 토시유키

### 도깨비
- 키부츠지 무잔 - CV 세키 토시히코
- 코쿠시보(상현 1) - CV 오키아유 료타로
- 도우마(상현 2) - CV 미야노 마모루
- 아카자(상현 3) - CV 이시다 아키라
- 한텐구(상현 4) - CV 후루카와 토시오
- 나키메(신 상현 4) - CV 이노우에 마리나
- 굣코(상현 5) - CV 토리우미 코스케
- 다키(상현 6) - CV 사와시로 미유키
- 규타로(상현 6) - CV 오오사카 료타
- 카이가쿠(신 상현 6) - CV 호소야 요시마사
- 엔무(하현 1) - CV 히라카와 다이스케
- 로쿠로(하현 2) - CV 쿠스노키 타이텐
- 와쿠라바(하현 3) - CV 호시 소이치로
- 무카고(하현 4) - CV 우에다 카나
- 루이(하현 5) - CV 우치야마 코우키
- 쿄우가이(전 하현 6) - CV 스와베 준이치
- 카마누에(하현 6) - CV KENN(오오하시 켄이치로)

## 애니메이션
- 귀멸의 칼날 (애니메이션)
- 귀멸의 칼날: 남매의 연
- 극장판 귀멸의 칼날: 무한열차편
- 귀멸의 칼날: 나타구모산 편
- 귀멸의 칼날: 주합회의·나비저택 편
- 귀멸의 칼날: 무한열차편
- 귀멸의 칼날: 환락의 거리편
- 귀멸의 칼날: 상현집결, 그리고 도공 마을로
- 귀멸의 칼날: 장구저택 편
- 귀멸의 칼날: 아사쿠사 편
- 귀멸의 칼날: 도공 마을편
- 귀멸의 칼날: 합동 강화 훈련편
- 극장판 귀멸의 칼날: 무한성편

### 내용주
1. ↑  일본어:  鬼滅 の刃 기메쓰노 야이바[*]
영어: Demon Slayer: Kimetsu no Yaiba

### 참조주
1. ↑  “「鬼滅の刃」4年3カ月の連載に幕”. 《コミックナタリー》 (ナターシャ). 2020년 5월 18일. 2020년 5월 18일에 확인함.
2. ↑  “『鬼滅の刃』累計1.5億部突破、1年で+1.1億部と3.75倍 完結後も人気続く”. 《オリコン》. 2021년 2월 15일. 2021년 9월 27일에 확인함.